# 加賀神社 (津幡町)
加賀神社（かがじんじゃ）は、石川県河北郡津幡町字潟端ト10にある神社。

## 概要
祭神は、建御名方命・八坂刀売命・誉田別命・前田綱紀。
津幡町で唯一の県社。

## 歴史
もともと当地には諏訪神社があった。諏訪神社の創建は元禄年間で、創設者は前田綱紀。目的は河北潟開墾を守護するため。
明治4年(1871年)諏訪神社が八幡神社と合併。
明治42年(1909年)加賀神社と名前を変える。
大正4年(1915年)県社となる。